# Svalbard (W303)
KV Svalbard (W303) je oceánská hlídková loď norské pobřežní stráže specializovaná pro službu v Arktidě. Jedná se o největší norskou válečnou loď a první norskou hlídkovou loď se schopnostmi ledoborce. V roce 2019 se ledoborec stal prvním norským plavidlem, které dosáhlo severního pólu.

## Stavba
Trup plavidla byl postaven v loděnici Tangen ve městě Kragerø ve kraje Telemark, přičemž kýl byl založen 9. srpna 2000 a na vodu byla loď spuštěna 17. února 2001. Plavidlo bylo dokončeno loděnicí Langsten Slip & Båtbyggeri v Tomrefjordu. Do služby bylo přijato 15. prosince 2001.

## Konstrukce

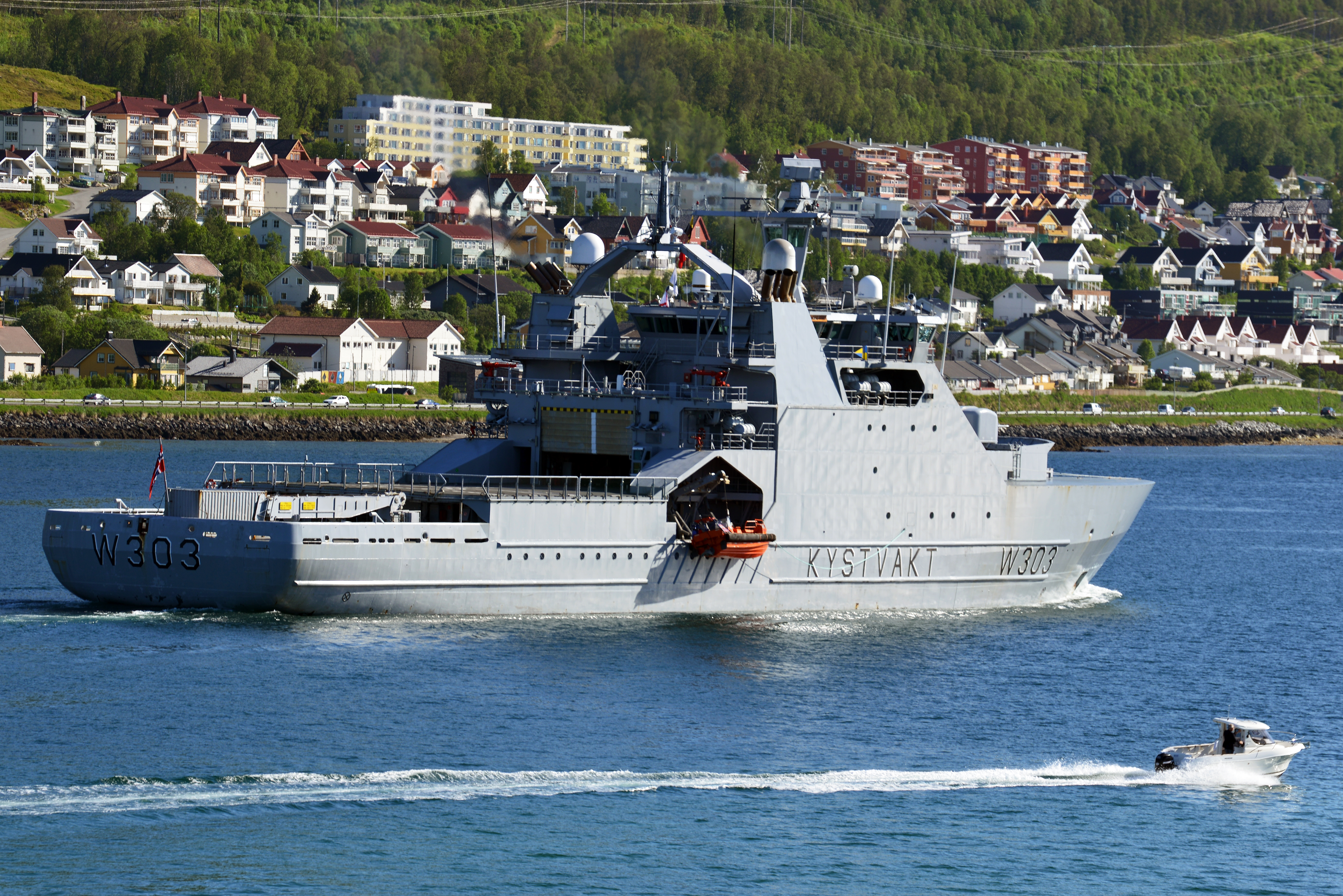
Svalbard

Plavidlo je vybaveno radarem EADS TRS-3D /16 ES, jeřábem s nosností 12 tun a dvěma vodními děly. Výzbroj tvoří jeden dvouúčelový 57mm kanón Bofors L/70 Mk1 a 12,7mm kulomety. Na zádi se nachází přistávací plocha a hangár pro dva vrtulníky NH90. Pohonný systém je dieselelektrický. Tvoří jej čtyři diesely Rolls-Royce Bergen BRG-8 a dvě elektrické pohonné jednotky pod. Nejvyšší rychlost dosahuje 18 uzlů.